# Waraos
Warao é uma etnia indígena que habita o nordeste da Venezuela e norte das guianas ocidentais. Suas alternativas de escritas gráficas comuns são Warao, Waroa, Guarauno, Guarao e ou Warrau. O termo Warao traduz como "povo do barco", após a conexão íntima ao longo da vida dos Waraos com à água. A maioria da população é de aproximadamente 20.000 habitantes, localiza-se na região do delta do Orinoco na Venezuela, com números menores nas vizinhas Guiana e Suriname. Sua língua falada é aglutinante, chamada também de Warao.

## Os Warao: características, costumes e tradições
De acordo com Rodríguez (2010), os Warao têm suas origens ligadas há tempos remotos, provas arqueológicas sugerem que essa etnia povoa o continente americano desde aproximadamente sete ou oito mil anos. Muito antes da chegada dos europeus, esses indígenas habitavam a parte sul das Américas; a tradição oral desse povo registra a chegada ao Delta do Orinoco antes do último período glacial, quando esses territórios estavam unidos.
Ao analisar por outro prisma, Etayo (2013) afirma que, nos primórdios, os Warao foram considerados nômades, característica associada aos grupos de economia de coleta; porém tal fato foi rapidamente modificado para um estilo mais sedentário. O ecossistema estável em torno da savana do Delta do Orinoco facilitou a adaptação e o acesso total a suas fontes de subsistência.
Historicamente, conforme Tiapa (2007), os Warao são a etnia mais antiga do Delta do Orinoco, com uma presença de aproximadamente 7000 anos. Durante a época colonial, os estudos apontam uma presença diversificada de populações Caribe e Arawak, originadas de migrações provenientes da Amazônia. Contudo, nos últimos séculos, essa diversidade étnica foi reduzida a presença quase exclusiva dos Warao; os quais mantiveram contatos esporádicos com a sociedade nacional até a década de 30 do século XX.
Primeiro contato com os europeus
Os Waraos do Orinoco da Venezuela oriental tiveram seus primeiros contatos com os europeus quando, logo depois de Cristóvão Colombo ter alcançado o delta do rio Orinoco, Alonso de Ojeda decidiu navegar contra a corrente do rio adentro. Lá, no delta, Ojeda viu as cabanas dos Waraos distintamente empoladas, equilibradas sobre as águas, tendo comparado a arquitetura semelhante em Sinamaica, de longe para o oeste e tido comparações com a cidade de Veneza, e os seus famosos canais abaixo dos edifícios; este novo encontro propagou o nome de Venezuela ("pequena Veneza") para a região inteira, sendo mais tarde o nome oficial do país sul-americano.
Habitações

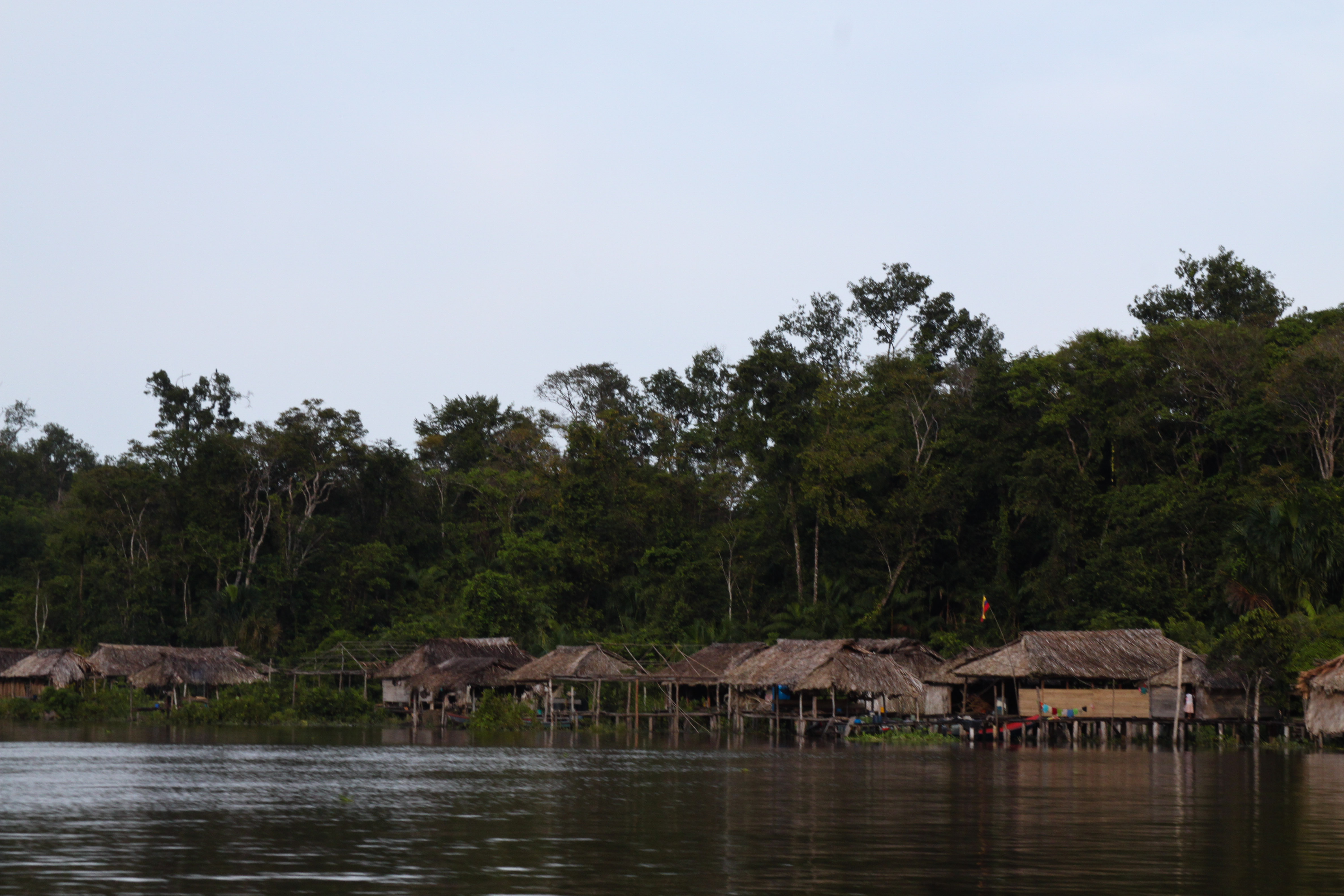
Uma comunidade warao

Tendo o delta sobre o rio Orinoco fértil composto de ilhas e pântanos, as habitações do povo Warao caracterizam como residências com teto de palha e cabanas construídas sobre palafitas para proteção contra inundações. Estas casas são construídas geralmente no chão mais alto para evitar as inundações anuais. Às vezes, um grupo de casas é construído sobre uma única plataforma de grandes árvores. Cada cabana possui uma cozinha e um forno localizado no centro, com redes cercadas para o descanso e um poço de argila. 
Dos outros móveis presentes às vezes geralmente são vistos certos banquinhos de madeira, às vezes esculpidos no formato de animais.
A sociedade Warao constitui-se por grandes famílias que mantém laços de parentesco, aglomerando-se em subgrupos em que a autoridade da mulher se reflete no matriarcado. As mulheres se casam aos quinze anos, constituendo famílias compostas pelo marido e por filhos, que, quantitativamente, oscilam entre cinco e oito pessoas. Em geral, esses indígenas são monogâmicos, porém alguns anciões e líderes podem ter mais de uma mulher; na maioria dos casos, irmã da primeira (RODRÍGUEZ, 2010).
Outro posicionamento de Trindade et al. (2018), constata-se que o padrão de residência Warao é idealmente caracterizado como matriarcal, de modo que os homens, logo após o casamento, passam a residir na comunidade da família da esposa. Assim, as mulheres assumem um papel preponderante na composição do grupo, ao responder pela distribuição de recursos e alimentos, já os homens atuam nos espaços públicos de mediação.
Desse modo, há uma significativa heterogeneidade nas “formas de ser Warao”, ao traduzir-se em práticas culturais e modos de vida relativamente distintos entre os grupos localizados em diversas regiões do Delta do Orinoco. Contudo, quase a totalidade dos grupos indígenas denominam suas habitações de janoko.
Caracteristicas, Educação, Política e Organização Social
Quanto ao aspecto físico, os Warao não diferem muito dos outros povos indígenas da América do Sul; que cientificamente são denominados mongoloides americanos. Esses são sujeitos de média estatura, não superam os 160 cm, de rostos largos e maçãs do rosto proeminentes, olhos puxados e amplo espaço interorbital (ETAYO, 2013).
No campo da educação, observa-se que essa se procede de maneira natural e sutil, sem muitas regras. De acordo com o sexo, os jovens aprendem com os adultos as tarefas diárias e assimilam as regras morais e socias através da escuta dos relatos míticos proferidos pelos anciões. Dessa maneira, a educação que recebem em casa os informam sobre os valores que vão reger suas vidas, quais serão as regras, as atividades cotidianas que realizarão e seus costumes e crenças mágico-religiosas. Já a educação formal basicamente deve sua origem aos missionários, especialmente os capuchinhos.
Portanto, o povo Warao preservou suas peculiaridades e especificidades culturais por um determinado espaço de tempo, fato esse possibilitado pela dificuldade de acesso dos europeus as terras tradicionalmente ocupadas por esses indígenas. No entanto, a integração à vida econômica nacional e o contato com os não indígenas, criollos, transformaram de forma significativa o modo de vida Warao.
Tendo em vista o supracitado, essa denominação dada aos não indígenas de criollo carrega em si uma ampla variedade de significado. Etimologicamente, a palavra criollo está ligada a uma divisão na sociedade colonial em oposição aos pardos, os indígenas e os negros. No início do século XVI, este termo era utilizado para todos aqueles nascidos na América, tanto brancos espanhóis como negros escravos. Contudo, a partir do século XVII, esse termo passa a ser utilizado na Venezuela para denominar, preferencialmente, os nascidos na província, mas de ascendência espanhola. Ademais, transcorrido um certo espaço de tempo, o uso dessa denominação estendeu-se a todos os venezuelanos, exceto aos indígenas (GARCÍA-CASTRO, 2005).
No que se refere à palavra “índio”, essa é utilizada comumente tanto pelos criollos como pelos próprios indígenas para se referir a si mesmo. Segundo García-Castro (2005), para se evitar a conotação depreciativa que tal palavra adquiriu desde a época colonial na Venezuela, tem-se empregado modernamente o termo “indígena”, especialmente por parte dos antropólogos que consideram as sociedades autóctones sujeitos de estudo.
Para além, com relação a político, os Warao encontram-se sob a influência de um homem maior e experiente que em seu idioma é denominado de: aidamo, araobo ou idamo; cujo significado remete a chefe, ou ao mais ancião.
De acordo com Rodríguez (2010), os líderes Warao são reconhecidos pela comunidade, um chefe é um homem que tem demonstrado possuir uma série de habilidades e conhecimentos, especialmente aos relativos à espiritualidade, à natureza e ao cultivo das boas relações entre os membros da comunidade. Legitima-se quando demonstra ter o apoio familiar que requer para provar que é generoso justo e capaz de manter a ordem e a harmonia.
Já no campo da religiosidade Warao, Rodríguez (2010) afirma que esses reconhecem três tipos diferentes de sacerdotes: o médico, o xamã e o sacerdote (xamã wisiratui). Ademais, as atividades religiosas carregam alguns tabus quanto ao exercício feminino; contudo, algumas comunidades permitem o exercício por parte das mulheres conforme sua idade. Portanto, as privações relacionadas ao sexo feminino estão ligadas às propriedades mágicas atribuídas pelos Warao a menstruação; para tais indígenas, o período possui capacidade de atração de forças antagônicas. Por isso, quanto mais velha for a mulher, maior será a probabilidade do exercício de qualquer atividade religiosa, já que o período da menopausa já terá se iniciado, ao cessar os ciclos menstruais.
Ainda com relação às interdições, destaca-se que os Warao possuem relações peculiares com alguns animais, há critérios rígidos de seleção dos animais que se comem e dos que não podem ser comidos. Algumas comunidades dessa etnia consomem carne e outras não, fatores esses condicionados com os tabus religiosos e suas relações com os animais.
Por isso, os Warao se caracterizam por serem pescadores, caçadores e coletores; os trabalhos agrícolas foram introduzidos no seio das comunidades por influência de missionários. A atividade da pesca é chamada yaba e os pescadores yabamos; utilizam-se de vários métodos de pescaria; nas águas pouco profundas é utilizado o arco, nas águas profundas utilizam-se redes e ganchos. Segundo Etayo (2013), o grupo usa flechas sem penas com pontas em forma de lança, assim como flechas-arpões com duas pontas fixadas com uma corda. Outro método de pesca é a utilização de narcóticos vegetais com os quais envenenam as águas forçando os peixes subirem a superfície.
Assim, Oliveira (2017) relata que o uso de vegetais venenosos como técnica de pesca é uma atividade bastante praticada por diversos povos indígenas da América do Sul, não somente os Warao. Há uma gama de vegetais venenosos conhecidos por diversos povos sul-americanos.
Quanto às vestimentas, essas têm sofrido transformação devido ao contato com grupos não indígenas; no entanto, existem comunidades indígenas que, por seu isolamento, têm conservado seus costumes ancestrais, em referência à vestimenta, a qual se representa por pequenos pedaços de tela que cobrem a parte pélvica.
Há outras peças que não deixaram de ser utilizadas por possuírem um caráter sacro mágico, como os colares, usados pelas mulheres como forma de proteção contra enfermidades e desgraças; os homens também utilizam colares nasi muhu e adornos com plumas para conduzir as grandes festas.
Povo da Canoa, suas Relações com as Águas e a Palmeira de Buriti
O Povo Warao possui uma ligação muito forte com o meio fluvial, ratificando a importância desses hábitos; o topônimo mais antigo dessa região, o rio Orinoco, provém dessa tribo. Etimologicamente, a palavra Wirinoko significa lugar onde se rema; Wiri, onde se rema e noko, lugar, casa.
O mecanismo das marés do Delta do Orinoco provoca um fenômeno conhecido como macareo, choque das águas de um rio com as ondas durante o início da maré cheia. Essas particularidades exigem cerca habilidades ao povo Warao. Milenarmente, esses tornaram-se expert na elaboração e manejo de canoas, tal fato proporcionou facilidade no acesso aos ecossistemas tanto fluvial quanto aos costeiros.
Desse modo, já previamente citado acima, às configurações habitacionais da arquitetura tradicional Warao contempla um conjunto de moradias nas quais os integrantes de uma mesma subdivisão agrupam suas casas, sempre sobre as margens dos canais e rios, intercomunicando-se entre si (RODRÍGUEZ, 2010).
Além disso, esses indígenas habitam em dois tipos de casas; as palafitas, habitações construídas sobre uma plataforma suportada por postes de madeira e estrutura dos canais; e as casas construídas nos buritizais que são internas na selva e utilizadas por certos grupos, na zona do Delta Central.
Dentro do espaço doméstico, os Warao dormem em chinchorros, fabricados por esses a partir da matéria prima da palmeira de buriti; originalmente os membros da comunidade guardam seus pertences em cestas tradicionais tecidas do mesmo material. Em outras palavras, o artesanato pode ser considerado um dos principais elementos que caracterizam os Warao. Esse povo é a fonte mais rica de criação artesanal indígena conhecida na Venezuela. A partir da palmeira de buriti criam um punhado de objetos através de suas habilidosas mãos.
Ou seja; o trabalho com a madeira se destaca no processo de manufaturas que fazem de um só tronco. Também elaboram arcos, flechas, dentre outros utensílios. Nos mercados artesanais, tais indígenas vendem uma infinidade de objetos, a saber: cestas, bolsas, colares e pulseiras (RODRÍGUEZ, 2010).
Além disso, o povo Warao possui uma ligação muito íntima com a palmeira moriche. Antes da introdução da agricultura, a palmeira de buriti (Mauritia flexuosa) era a principal fonte de alimentação desses, pois dela se obtinha a matéria prima para quase todos os tipos de comidas. Sabe-se que essa árvore possui um significado praticamente sagrada para esses indígenas, ao ser denominada de “árvore da vida”. Do buriti se extrai a madeira para a casa e currais; fibra para os chinchorros; pequenas redes de pesca; cestarias; e palhas para os telhados das casas.
Ainda da palmeira se retira a fécula da palma, denominada de yuruma, ohidu aru; e o coração da raiz, conhecido como palmito, os quais são complementados com a pesca do morocoto (Piaractus brachypomus), a coleta de mel e a caça de roedores, como a capivara (RODRÍGUEZ, 2010).
Desse modo, a preparação do yuruma constitui-se em um processo complexo e demorado. De acordo com Rodríguez (2010), com o tronco da palmeira, os Warao obtêm uma farinha a partir do corte da casca, onde se procede a desmancha do seu interior fibroso; dessa massa fibrosa se extrai o amido que dará lugar ao bolo de yuruma com o qual se prepara uma espécie de pão, para servi-lo com a pesca.
Ademais, da palmeira do buriti também são extraídas larvas chamadas de yomo, um complemento alimentar proteico a dieta dos Warao. Essas são obtidas do tronco do buriti, sendo comidas fritas ou servidas cruas.
Há uma forma especial para se trabalhar a polpa das frutas da palmeira de buriti, pois a mesma é processada por mais de uma semana antes de ser consumida; ou é envolta em folhas de plantas para logo ser preparada as bebidas. Apesar do desenvolvimento de hábitos sedentários por parte da agricultura, os produtos silvestres seguem a formar parte da dieta, como o caso dos frutos da palmeira de buriti que se consomem diretamente ou processados. Quando estão maduros; os Warao elaboram uma pasta, que depois de amassada e fermentada, transforma-se em uma bebida de sabor amarga chamada carato (RODRÍGUEZ, 2010).
Ainda, com a introdução da agricultura, as atividades nos buritizais foram cada vez mais reduzidas. Um fato que corrobora tal afirmativa sintetiza-se na introdução do “ocumo chino” (Colocasia esculenta) ou ure, em warao, nas três primeiras décadas do século XX. Esse tubérculo é rico em carboidratos e pode ser colhido durante todo o ano (GARCÍA-CASTRO, 2005).
Contudo o “ocumo chino” é originário da Ásia, seu cultivo se encontra amplamente difundido desde os trópicos até os limites das regiões temperadas. É uma planta essencialmente tropical, necessitando de altos índices pluviométricos e boa luminosidade, a desenvolver-se principalmente em zonas pantanosas (CÓRDOVA; VILORIA, 2008).
Embora o sistema de produção de tal tubérculo requer o uso de terras inundáveis, sujeitas a uma influência muito direta das marés. Conforme Córdova e Viloria (2008), o “ocumo chino” faz parte da composição básica dietética da maioria dos povos tradicionais da região do delta venezuelano.
Os Warao, o Estado Delta Amacuro e o Deslocamento para os Centros Urbanos
A origem do Estado Delta Amacuro remonta ao final do século XIX; sendo que em 3 de agosto de 1991 foi decretada uma lei especial que lhe deu a qualidade de estado. Em seguida, no dia 25 de janeiro de 1995, a Assembleia Legislativa do Estado decretou a lei de divisão política territorial, criando quatro municípios: Pedernales, Antonio Díaz, Casacoima e Tucupita, capital do Estado (RODRÍGUEZ, 2010).
Tal Estado encontra-se na região oriental da Venezuela, ao limitar-se ao norte com o Golfo de Paria, ao sul com o Estado Bolívar, ao leste com o Oceano Atlântico e ao oeste com o Estado Monagas. Sua extensão territorial equivale a 4, 6% do território nacional com 40.200 km². Delta Amacuro se caracteriza por uma grande riqueza cultural proveniente da etnia indígena Warao; sua posição geográfica lhe concede uma densa rede hidrográfica, constituída por leitos de rios, extensões de água e dezenas de canais que desembocam no Oceano Atlântico (RODRÍGUEZ, 2010).
Nesse território são comuns as formações de ilhas e escassas elevações, as quais constituem o assentamento das populações e a maior parte dos cultivos, também são comuns os estuários. Os solos são férteis pela presença de abundante material orgânico; contudo, sua fragilidade é enorme, pois são solos tubulares o que diminui consideravelmente o potencial agrícola.
De acordo com Rodríguez (2010), a hidrografia do Estado Delta Amacuro constitui-se por cursos de água, canais e braços do rio Orinoco e dos rios Amacuro e Barima; ao formar uma complexa rede fluvial e ilhas com pouco terreno firme onde se localizam grandes lagunas.
Na segunda metade do século XX, o delta do rio Orinoco viveu um momento de grande crescimento econômico, esse crescimento foi um fenômeno também observado em outras regiões da Venezuela. Diante disso, houve uma migração em massa não apenas dos indígenas da etnia Warao, mas também de outros grupos, para centros urbanos (SOUZA, 2018).
Segundo García-Castro (2005), o processo de deslocamento dos Warao do seu território tradicional às regiões urbanas é similar ao que se experimentou a população rural venezuelana a partir da década de 1930. A nascente economia petroleira provocou uma migração em massa do campo para as áreas urbanas; as pessoas migravam a procura de trabalho e melhores condições de vida.
Entretanto, a estrutura econômica venezuelana agrária entrou em colapso, ao dar origem a uma economia monoprodutora de petróleo. O crescimento urbano se processou a passos largos afetando toda a sociedade venezuelana, inclusive aos indígenas. Os megaprojetos petroleiros atingiram em cheio essas populações, como se verá adiante.
Em síntese, García-Castro (2005) agrupa o processo de deslocamento dos Warao nos seguintes pontos: primeiro, a ocupação progressiva por parte dos criollos do território deltano, ao obrigar os indígenas a saírem dessas terras; segundo, a imposição do modelo socioeconômico venezuelano; terceiro, o desejo dos indígenas de obterem bens de consumo; e quarto, participação tanto de criollos como de Warao no processo de convivência conforme certas regras de benefícios mútuos, embora desiguais.
Conforme Souza (2018), o fato da não ocorrência do reconhecimento específico das questões dessas comunidades fomentou um cenário de extrema marginalidade, ao ocasionar diversas violações e perdas de terra. A barragem do Rio Manamo, afluente do rio Orinoco, construído em 1965, é um exemplo disso.
Tal obra foi construída com o intuito de proporcionar a expansão agropecuária na região que até então era habitada pelos Warao, que não opinaram sobre esse processo. Dessa forma, uma parcela significativa das pessoas as quais habitavam essa região foi removida ou perderam parte de seu território para a produção agrícola.
Segundo Trindade et al. (2018), a Corporación Venezoelana de Guayana (CVG) foi responsável pela construção do dique-estrada que obstruiu o rio Manamo, com o objetivo de criar um canal por terra até a cidade de Tucupita, expandindo a atividade agrícola na região.
Dessa forma, isso ocasionou uma série de efeitos danosos para as atividades produtivas e dinâmicas sociais dos Warao. A salinização das águas no verão afeta diretamente a atividade pesqueira; a acidificação das terras impacta negativamente as práticas agrícolas; e o aumento do nível das águas provoca alagamento.
Na década de 90, os empreendimentos do setor petroleiro na região do Delta do Orinoco, ocasionaram a intensificação dos fluxos migratórios do povo Warao para as cidades da República Bolivariana da Venezuela.
O deslocamento para o contexto urbano é ocasionado pela necessidade de complementar a subsistência das famílias, já que essa não é totalmente satisfeita em seus territórios de origem. Nas cidades, os indígenas começaram a desenvolver formas específicas para garantir sua sobrevivência; venda de artesanato, de pescado e a mendicância (MIRANDA, 2021).
A Chegada dos Warao no Brasil
Souza (2018) ressalta que esses indígenas nativos da região nordeste do território venezuelano se locomovem até a fronteira do Brasil, em sua maioria oriundos do estado de Delta Amacuro. Mais especificamente, do Delta do Rio Orinoco deslocam-se para Tucupita, capital do Estado; logo em seguida, dirigem-se para a cidade de Santa Elena do Uiarén. Feito esse trajeto, esses indígenas ingressam na cidade de Pacaraima, município brasileiro localizado no norte do estado de Roraima.
Dessa pequena cidade fronteiriça, os Warao partem para a capital do estado de Roraima, bem como outras localidades do Brasil. Através disso, a partir desse momento, o trabalho tratará de forma mais densa a situação desses indígenas venezuelanos em solo brasileiro, mais especificamente o que tange à estada desses na cidade de Boa Vista/RR.
A situação dos integrantes da etnia Warao que chegam ao Brasil é de extrema vulnerabilidade. Nesse cenário precário, os indígenas buscam adaptar um modo de vida, que já era uma reação à marginalização que esses viviam no próprio país de origem, de forma a manter condições mínimas de sobrevivência fora de seu ambiente tradicional (SOUZA, 2018).
Em conjunto com uma progressão de acontecimentos, a crise político-social instalada na Venezuela maximizou um cenário de precarização e exclusão. Ao fugir dessa realidade de violação de direitos básicos e total falta de insumos para suprir suas necessidades vitais; os Warao chegam as terras do Brasil.
Conforme Souza (2018), a abordagem do governo brasileiro tem sido efetiva, em certa medida, na documentação e nas questões burocráticas de fronteira. Em contrapartida, o mesmo tem apresentado problemas em termos de cuidados e assistência social.
A capital do estado de Roraima é um dos destino; porém, pela BR 174, partem para a capital do estado do Amazonas, Manaus. Além disso, uma parcela significativa tem se deslocado para as cidades de Belém, Santarém, Altamira, Jacareacanga, ambas no estado do Pará; sabe-se que alguns já chegaram às capitais nordestinas, São Luís/MA, Teresina/PI, Fortaleza/CE, Natal/RN e Salvador/BA (SANTOS 2019).
Assim, os Warao estão se dispersando no território brasileiro através da fronteira Brasil/Venezuela. Conforme Santos (2019), a fronteira anteriormente mencionada é para os Warao apenas uma passagem, esses se estabelecem, temporariamente, no abrigo de Pacaraima, Janokoida. Em verdade, não viveram nesse espaço dividido por linhas imaginárias.
Da cidade fronteiriça de Pacaraima, partem à capital do estado de Roraima, Boa Vista/RR. Nessa, os Warao se fixaram em diversas localidades, sendo que até a data de 2020, encontravam-se em maior número no abrigo Centro de Referência ao Imigrante (CRI).Inicialmente, os Warao se instalavam no em torno da Rodoviária Internacional de Boa Vista e na Feira do Passarão. As entidades públicas e as organizações não governamentais (ONGs), especialmente a Fraternidade Humanitária Internacional, concentravam a assistência humanitária a tais localidades.

Até a data de 2025, a maior parte dos indígenas da etnia Warao encontram-se abrigados em Boa Vista, capital do estado de Roraima, nos abrigos Janokoida, Waraotuma a Tuaranoko e Jardim Floresta. Os primeiros no bairro Marechal Rondon e o último no bairro Jardim Floresta. 